# Acalypha ruderalis
Acalypha ruderalis é uma espécie de flor do gênero Acalypha, pertencente à família Euphorbiaceae.